# Kungligt brev
Kungligt brev var i Sverige en föreskrift i form av ett öppet brev eller kungörelse från Kunglig Majestät, det vill säga regeringen i kungens namn innan 1975. De kunde innehålla bestämmelser vad som skulle ske i en viss fråga och det kunde vara hur en annan föreskrift (till exempel en lagbestämmelse) skulle tolkas och dylikt.
Genom utfärdandet av ett kungligt brev kunde exempelvis bestämmas att länsresidens skulle byggas och hur stenhämtningen till det skulle gå till. Det gjordes 1817 enligt en av referenserna till denna artikel. Ett annat exempel är att sten skulle skeppas från det nerbrunna Nyköpingshus slott (brann ner i slutet av 1600-talet) till det nya slottsbygget i Stockholm efter Slottet Tre Kronors brand 1697.

## Kunglig fullmakt
Kunglig fullmakt är en fullmakt (ett uppdrag i förtroende), åt någon att utföra något. Det kan också ses som en föreskrift.
Kungen utnämnde enligt 1809 års regeringsform § 28 endast till de ämbeten som var "av den egenskapen att konungen fullmakt därå utfärdar", det vill säga endast ämbetsmän som direkt lydde under Kungl. Maj:t utnämndes av konungen i statsrådet.
Historiskt var till exempel innebörden av en kunglig fullmakt att dess innehavare utsetts till officer i en kunglig militär styrka. Annan typ kunde vara en fullmakt med rätt till monopol att göra affärer inom ett visst område (som kunde ingå i bland annat stadsprivilegier); exempelvis vid handel på vissa främmande länder.

## Nutida motsvarighet
Än idag skickar Sveriges regering så kallade regleringsbrev till statliga myndigheter, där den av riksdagen beslutade statsbudgeten preciseras mer i detalj för varje myndighet. Regleringsbreven publiceras i Statsliggaren, som numera är en del av Ekonomistyrningsverkets webbplats.